# 太常乡
太常乡，是中华人民共和国湖南省怀化市沅陵县下辖的一个乡镇级行政单位。

## 行政区划
太常乡下辖以下地区：
罗家村、立新村、朝瓦溪村、候子坪村、沙金滩村、碑岩山村、槐子坪村、黔中郡村、白羊坪村、茶垭村、穿衣溪村、团枣村、金溪村、和平村、黄茶村、寿山村、栗坡村和坳头村。